# Kalcijum pirofosfat
Kalcijum pirofosfat je hemijsko jedinjenje koje se može formirati reakcijom pirofosforne kiseline i kalcijumove baze, ili putem jakog zagrevanja kalcijum fosfata ili kalcijum amonijum fosfata.
On se koristi kao blagi abrazivni agens u pasti za zube.
Deponovanje kalcijum pirofosfat dihidrata u zglobovima uzrokuje reumatološko oboljenje pod nazivom hondrokalcinoza.